# الکساندر تسانکوف
الکساندر تسانکوف (بلغاری: Александър Цолов Цанков؛ ۲۹ ژوئن ۱۸۷۹ – ۲۷ ژوئیهٔ ۱۹۵۹) یک اقتصاددان و استاد دانشگاه اهل بلغارستان بود.